# ریچ
ریچ (انگلیسی: Riich) شرکت خودروسازی چینی است، که در سال ۲۰۰۹ تأسیس شد.